# Генрих I Фландрский
Генрих I Фландрский (фр. Henri de Flandre, Henri de Hainaut; ок. 1174 — 1216) — император Латинской империи с 1206 года, третий сын Бодуэна (Балдуина) V, графа Эно, и Маргариты I, графини Фландрии.

## Биография

### Крестоносец
Генрих выступил в Четвёртый крестовый поход примерно в 1201 году и отличился при осаде Константинополя. Во время осады 1203 года он был одним из восьми генералов, командовавших наиболее крупными отрядами, наряду с Бонифацием Монферратским, дожем Энрико Дандоло, Людовиком де Блуа и своим родным братом, Балдуином. В ходе осады 1204 года Генрих провел шевоше (карательную экспедицию) в окрестностях замка в Филии, в районе Чёрного моря. Отряд попал в засаду, организованную императором Алексеем V Дукой, но Генрих и его войска разгромили греков, захватили почитаемую икону, якобы содержавшую реликвии Христа, и вернулись в лагерь крестоносцев. Вскоре Генрих стал видным феодалом в новой Латинской империи.

### Император
Когда его старший брат, император Балдуин I, был взят в плен в битве при Адрианополе в апреле 1205 года, Генрих был избран регентом империи, а после известия о смерти Балдуина он был коронован 20 августа 1206 года.
Генрих был мудрым правителем, отличался умом и храбростью. Его правление ознаменовалось успешными войнами с болгарами и с никейским императором Феодором Ласкарисом. Позже он воевал против царя Болгарии Борила (1207—1218) и сумел победить его в битве при Филиппополе. В ходе кампании против Никейской империи он расширил владения в Малой Азии. Был разбит Феодором в 1212 году у Пиг. Желая сосредоточиться на своих европейских проблемах, Генрих заключил с Ласкарисом в 1214 году мирный договор.
Во внутренней политике Генрих показал себя беспристрастным и прагматичным правителем. Георгий Акрополит, греческий историк XIII века, отмечал, что Генрих, «хотя франк по рождению, вел себя любезно с римлянами, которые были выходцами из города Константина, …относился к местному населению как к своему собственному народу». Действительно, когда папский легат Пелагио Гальвани прибыл в Константинополь в 1213 году и стал отправлять в тюрьмы православное духовенство и закрывать церкви по приказу папы Иннокентия III, Генрих отменил эти приказы по просьбе греческого духовенства.

Император Генрих I Фландрский у стен Константинополя

Генрих был смел, но не жесток, и терпим, но не слаб, обладал «мужеством, чтобы противостоять гордыне и алчности духовенства». Император умер, отравленный, как говорили, Оберто ди Бьяндрате, экс-регентом Салоник, 11 июня 1216 года. Историк Гарднер предполагает, что это произошло по инициативе жены Генриха, Марии Болгарской. После смерти Генриха его зять Пьер II де Куртене был коронован императором в Риме, но так никогда и не прибыл в Константинополь. В итоге с 1217 по 1219 годы Латинская империя была фактически под управлением Иоланды, сестры Генриха и жены Пьера.

### Брак и дети
В 1204 году Генрих женился на Агнессе, дочери Бонифация Монферратского, лидера крестового похода, но она умерла (вероятно, во время родов) ещё до смерти своего отца в 1207 году. Единственный ребёнок Генриха от Агнессы, по-видимому, умер во время родов вместе с матерью.
Некоторые современные историки утверждают, что Генрих заключил мир с болгарами после смерти царя Калояна, и в подтверждение этого в 1213 году был заключен брак Генриха и Марии Болгарской, падчерицы царя Борила.
По неподтвержденным данным Генрих имел дочь от неизвестной женщины. Эта дочь позже была выдана замуж за Алексия Слава, который создал своё собственное государство в Родопах, а позже получил титул деспота.